# Naturschutzgebiet Feuchtgrünland am Hengsbecker Bach

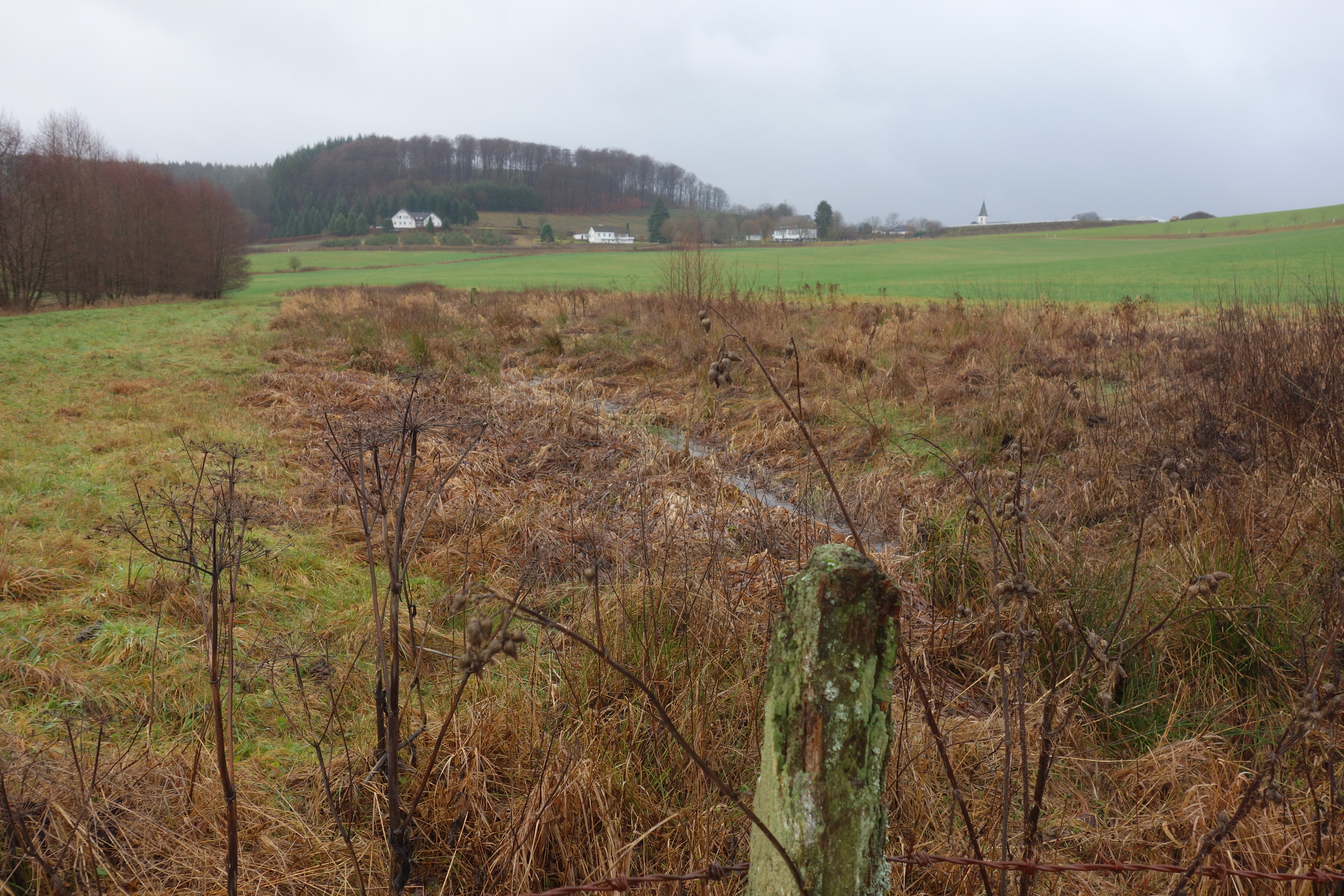
Naturschutzgebiet Feuchtgrünland am Hengsbecker Bach Südteil

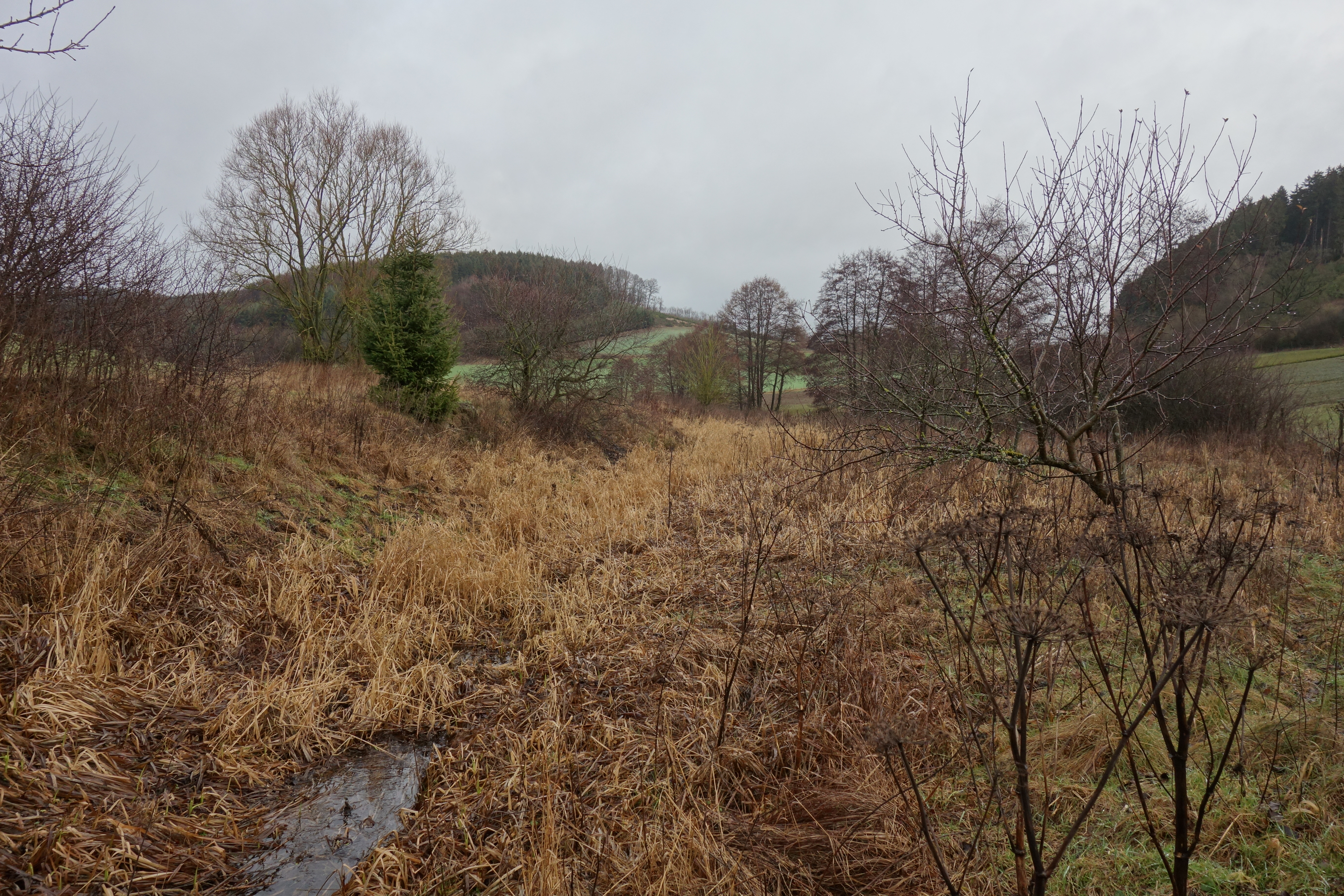
Naturschutzgebiet Feuchtgrünland am Hengsbecker Bach Nordteil

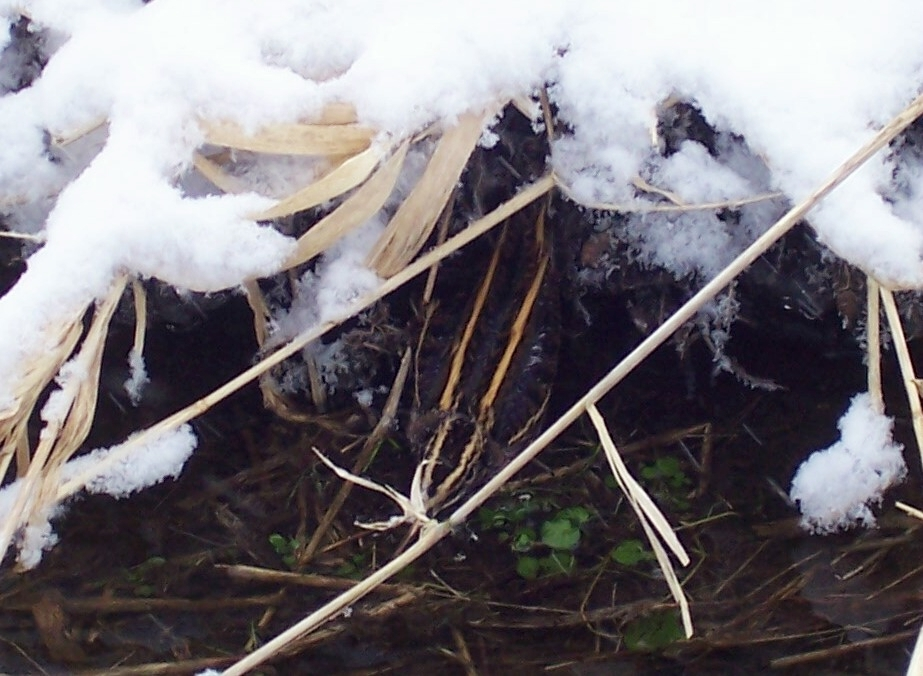
Zwergschnepfe im Naturschutzgebiet „Feuchtgrünland Hengsbecker Bach“

Das Naturschutzgebiet Feuchtgrünland am Hengsbecker Bach mit einer Größe von 2,4 ha liegt südlich von Hengsbeck im Gemeindegebiet von Eslohe im Hochsauerlandkreis in Nordrhein-Westfalen. Das Gebiet wurde 2008 mit dem Landschaftsplan Eslohe durch den Hochsauerlandkreis als Naturschutzgebiet (NSG) ausgewiesen. Das Landschaftsschutzgebiet Hengsbecker Bach vom Quellbereich nördlich Landenbeckerbruch bis Bremscheid umgibt das NSG.

## Gebietsbeschreibung
Teile des Auenbereiches des Hengsbecker Baches. Am Hengsbecker Bach lag bei NSG-Ausweisung im Auenbereich ein Mosaik aus Feuchtweiden und Feucht- und Nassbrachen. Der Hengsbecker Bach  ist naturnah und wird von Uferhochstauden und Erlen begleitet. Die südliche Teilfläche wurde von frischen bis trockenen, intensiver genutzten Weiden eingenommen.
Im Landschaftsplan steht über das NSG: „Die Feuchtgrünländer am Hengsbecker Bach nehmen durch ihren guten Erhaltungszustand und Ausprägung einen hervorragenden Platz innerhalb vergleichbarer Gebiete im Naturraum "Innersauerländer Senken" ein. Sie stellen wichtige Refugialräume der Lebensgemeinschaft der Feuchtgrünländer im stark landwirtschaftlich genutzten Naturraum dar. Prioritäres Entwicklungsziel ist die weitere Extensivierung des Grünlandes und die Erhaltung der naturnahen Bachstrukturen.“

## Tier- und Pflanzenarten im NSG
Im NSG kommen seltene Tier- und Pflanzenarten vor. Das NSG ist Rastplatz für Zwergschnepfe, Bekassine und Raubwürger. Im Gebiet brütete der Neuntöter und die Feldlerche.
Auswahl vom Landesamt dokumentierter Pflanzenarten im Gebiet: Bitteres Schaumkraut, Brennender Hahnenfuß, Echter Baldrian, Echtes Mädesüß, Gewöhnliche Pestwurz, Gewöhnlicher Gilbweiderich, Gras-Sternmiere, Gundermann, Kletten-Labkraut, Knäuel-Binse, Kohldistel, Kuckucks-Lichtnelke, Quell-Sternmiere, Rohr-Glanzgras, Spitzblütige Binse, Stumpfblättriger Ampfer, Sumpf-Vergissmeinnicht, Sumpf-Ziest, Wald-Engelwurz, Wasserpfeffer, Wiesen-Bärenklau und Zottiges Weidenröschen.

## Schutzzweck
Erhaltung und Optimierung eines artenreichen Wiesetalausschnittes. Insbesondere sollten die wertvollen Feucht- und Nassgrünländer im NSG erhalten werden. Erhaltung des naturnahen Hengsbecker Baches. Schutz großflächiger Lebensräume nach § 62 des Landschaftsgesetzes NRW und Vorkommen seltener Pflanzenarten, ferner von Rast- und Brutplätzen gefährdeter Vogelarten.